# Mädchen zum Heiraten
Mädchen zum Heiraten ist eine Liebes- und Filmkomödie aus dem Jahre 1932 von Wilhelm Thiele, dessen letzte deutsche Inszenierung dies vor seiner Emigration war. Renate Müller, Hermann Thimig und Szöke Szakall spielen die Hauptrollen. Der Geschichte lag das gleichnamige Bühnenstück von Stefan Zágon zugrunde.

## Handlung
Robert, Paul und Willi Goll sind drei Brüder, die unter einem Dach wohnen; eine richtige Männer-WG. Dementsprechend chaotisch geht es bei ihnen zu: eine „typische“ unaufgeräumte Junggesellenbude dreier recht unterschiedlicher Typen. Während Robert wenigstens eine Stelle als Werbechef bei einer Schallplattengesellschaft hat, dilettiert Paul mehr schlecht als recht als Maler. Willi geht noch zur Schule und steht kurz vor der Versetzung in die Oberprima. Hauswirt Bernstein sitzt ihnen im Genick, denn er verlangt, dass die drei endlich die rückständige Miete der vergangenen Monate zahlen. Bernstein ist im Hauptberuf Heiratsvermittler und hat daher eines Tages die Idee, Robert Goll mit einer wohlhabenden jungen Dame zu verkuppeln, in der Hoffnung, auf diese Weise endlich an sein ausstehendes Geld zu kommen. Eines Tages kommt beiden der Zufall zuvor. Als Robert zu spät zur Arbeit kommt, deckt ihn die junge Tonmeisterin Gerda Arnhold vor dem respekteinflößenden Firmendirektor Korten. Gerda ist schon seit geraumer Zeit in Robert verliebt, nur bemerkt dieser es nicht. Aus Dank für seine Rettung ihn letzter Minute lädt Robert Gerda zu einem Opernbesuch ein – er hat Freikarten bekommen. Hier begegnen die beiden jungen Leute erneut ihrem Chef, der sich in Begleitung einer jungen Dame, Frl. Holbach, befindet. Großzügig lädt Korten Gerda und Robert ein, dem Bühnengeschehen in seiner geräumigen Loge zu folgen.
Robert nimmt dankend an und trifft damit Gerda, die doch diesen Abend liebend gern nur mit ihrem Angebeteten verbracht hätte. Außerdem erkennt sie instinktiv, dass jenes Frl. Holbach ernsthafte Konkurrenz für sie bedeuten könnte. Um Robert endlich wirklich nahe sein zu können, reicht sie kurzerhand Urlaub von ihrem Job ein und lässt sich von Paul und Willi als Haushaltshilfe in der Männer-WG einstellen. Diese ahnen nicht, wer Gerda ist bzw. in welchem Verhältnis sie zu Bruder Robert steht. In Windeseile bringt sie Ordnung in die verlotterte Wohnung. Als Robert abends aus dem Büro heimkehrt, ist er basserstaunt: So blitzblank hatte die Wohngemeinschaft bislang noch nie ausgesehen! Hausverwalter Bernstein hat derweil von der Begegnung Roberts mit Ina Holbach erfahren. Die junge Dame ist nämlich als Erbin der Vereinigten Hüttenwerke steinreich und somit perfekt als Roberts Zukünftige. Der Heiratsvermittler in Bernstein wittert die Möglichkeit, endlich an die ausstehende Miete der vergangenen drei Monate zu kommen. Gerda hat nach einiger Zeit von Roberts Nichtbeachtung die Nase voll. Um ihn eifersüchtig zu machen, will sie mit einem anderen Kunden Bernsteins, dem pummeligen Provinzler Alois Novak, anbandeln. Nun endlich erkennt Robert, was er an Gerda hat und streicht eine geplante Verabredung mit Ina Holbach. Endlich kommen die beiden Liebenden zusammen.

## Produktionsnotizen
Mädchen zum Heiraten entstand in den UFA-Ateliers von Neubabelsberg zwischen dem 1. Februar und dem 3. März 1932. Der zuvor bereits in der deutschen Provinz gezeigte Film wurde am 15. April 1932 in Berlins Gloria-Palast erstaufgeführt.
Co-Produzent Josef Somló übernahm auch die Produktionsleitung. Die musikalische Bearbeitung der Kompositionen von Michael Krausz lag in den Händen von Paul Hühn. Es spielte das Mikro Jazz und Konzert-Orchester, es sangen die Melody-Gents. Hans Jacoby schuf die Filmbauten. Robert Leistenschneider war Aufnahmeleiter. Für Kameramann Otto Kanturek war dies sein 200. Film.
Von dem Film wurde ab Mai 1932 von Regisseur Thiele auch eine britische Version hergestellt. Sie hieß Marry Me und hatte ebenfalls Renate Müller in der Hauptrolle. Alle anderen Darsteller waren Briten.

## Musiktitel
Folgende in der Alrobi-Musikverlag GmbH Berlin vertriebenen Musiktitel wurden gespielt:
- Du kannst so liebenswürdig sein!
- Ein bisschen Freude können wir alle gebrauchen
- Es ist so wunderschön aufzusteh‘n
- Ich möcht’ heiraten

## Kritik
Die Österreichische Film-Zeitung schrieb: „Der wirklich gut gespielte Film zeigt die glänzende Regieleistung Wilhelm Thieles in einer Menge ausgezeichneter Regieeinfälle. ‚Mädchen zum heiraten‘ ist ein neuer Schlager des Regisseurs der ‚Privatsekretärin‘, der diesem Film ebenbürtig zur Seite gestellt werden kann.“